# Julien Viel
Julien Viel (13 luglio 2001) è uno sciatore freestyle canadese, specializzato nelle gobbe e nelle gobbe in parallelo.

## Biografia
Specializzato nelle gobbe e nelle gobbe in parallelo e attivo in gare FIS dal dicembre 2017, Viel ha debuttato in Coppa del Mondo l'8 gennaio 2022, giungendo 45º nelle gobbe di Mont-Tremblant e ha ottenuto il suo primo podio l'11 febbraio 2023, chiudendo 3º nelle gobbe in parallelo di Chiesa in Valmalenco vinte dal giapponese Ikuma Horishima.

## Palmarès

### Coppa del Mondo
- Miglior piazzamento nella Coppa del Mondo generale di gobbe: 9º nel 2024
- 3 podi:
  - 1 secondo posto
  - 2 terzi posti